# Anyang Halla
Anyang Halla (koreanisch 안양 한라), inzwischen HL Anyang (HL 안양), ist ein südkoreanischer Eishockeyclub aus Anyang, der 1994 gegründet wurde und seit 2003 in der Asia League Ice Hockey spielt. Er wurde siebenmal Sieger der Asia League Ice Hockey.

## Geschichte
Anyang Halla wurde 1994 gegründet und nahm anschließend am Spielbetrieb der Korean Hockey League teil, die sie insgesamt fünf Mal gewannen. Als 2003 die Japan Ice Hockey League aufgelöst und die Asia League Ice Hockey gegründet wurde, war Anyang Halla neben den vier japanischen Mannschaften das erste Team aus dem Ausland. In ihrer ersten Spielzeit belegten die Südkoreaner den dritten von fünf Plätzen (es wurden keine Playoffs ausgespielt). Nachdem sie in der Saison 2004/05 die Playoffs verpasst hatten, erreichten sie seither in jeder Spielzeit die Playoffs, wobei man 2005/06 und 2008/09 jeweils im Halbfinale scheiterte. Der größte Erfolg in der ALIH für Anyang war der Gewinn der Meisterschaft in der Saison 2009/10, als man sich im Playoff-Finale gegen den japanischen Rivalen Nippon Paper Cranes durchsetzen konnte. Zuvor wurde die Mannschaft 2009 und 2010 jeweils Hauptrunden-Gewinner. In der Spielzeit 2010/11 wurde erneut die Meisterschaft der ALIH errungen. 2015 konnte die Mannschaft zwar die Hauptrunde für sich entscheiden, verlor das Playoff-Finale dann aber gegen den Hauptrundendritten, die Tōhoku Free Blades, glatt mit drei Niederlagen. 2016 und 2017 wurde dann nach dem Sieg in der Hauptrunde jeweils durch eine Siegesserie im Playoff-Finale gegen den HK Sachalin zum dritten bzw. vierten Mal der Meistertitel der Asia League errungen. 2018 reichte es dann in der Hauptrunde nur zur Platz hinter Sachalin, dafür wurde dann die Endspielserie mit 3:1-Siegen gegen die Ōji Eagles gewonnen.

## Saisonstatistik
Abkürzungen: Sp = Spiele, S = Siege, OTS = Siege nach Overtime, SOS = Siege nach Shootout, U = Unentschieden, SON = Niederlagen nach Shootout, OTN = Niederlagen nach Overtime, N = Niederlagen, ET = Erzielte Tore, GT = Gegentore, Pkt = Punkte
| Saison  | Sp | S  | OTS | SOS | U | SON | OTN | N  | ET  | GT  | Pkt | Platz    | Playoffs           |
| ------- | -- | -- | --- | --- | - | --- | --- | -- | --- | --- | --- | -------- | ------------------ |
| 2003/04 | 16 | 5  | 1   | –   | 0 | –   | 0   | 10 | 45  | 86  | 17  | 3. Platz | nicht ausgespielt  |
| 2004/05 | 42 | 17 | 1   | –   | 5 | –   | 1   | 18 | 152 | 140 | 59  | 5. Platz | nicht qualifiziert |
| 2005/06 | 38 | 25 | 0   | –   | 0 | –   | 3   | 10 | 160 | 100 | 78  | 2. Platz | Halbfinale         |
| 2006/07 | 34 | 16 | 0   | –   | 2 | –   | 1   | 15 | 146 | 117 | 51  | 5. Platz | Pre-Playoffs       |
| 2007/08 | 30 | 13 | 1   | –   | 2 | –   | 1   | 13 | 93  | 92  | 44  | 5. Platz | Pre Playoffs       |
| 2008/09 | 36 | 22 | 1   | 2   | – | 2   | 2   | 7  | 150 | 105 | 76  | 1. Platz | Halbfinale         |
| 2009/10 | 36 | 23 | 2   | 1   | – | 3   | 1   | 6  | 180 | 109 | 79  | 1. Platz | Meister            |
| 2010/11 | 36 | 17 | 4   | 2   | – | 1   | 3   | 9  | 130 | 94  | 67  | 4. Platz | Meister            |
| 2011/12 | 36 | 20 | 1   | 3   | – | 3   | 1   | 8  | 154 | 107 | 72  | 2. Platz | Halbfinale         |
| 2012/13 | 42 | 21 | 0   | 2   | – | 3   | 3   | 13 | 187 | 141 | 73  | 4. Platz | Halbfinale         |
| 2013/14 | 42 | 17 | 2   | 2   | – | 1   | 4   | 16 | 152 | 110 | 64  | 6. Platz | nicht qualifiziert |
| 2014/15 | 48 | 29 | 0   | 2   | – | 5   | 3   | 9  | 182 | 111 | 99  | 1. Platz | Finale             |
| 2015/16 | 48 | 33 | 2   | 4   | – | 0   | 3   | 6  | 206 | 86  | 114 | 1. Platz | Meister            |
| 2016/17 | 48 | 36 | 3   | 2   | – | 2   | 0   | 5  | 210 | 91  | 120 | 1. Platz | Meister            |
| 2017/18 | 28 | 12 | 2   | 2   | – | 2   | 1   | 9  | 80  | 61  | 47  | 2. Platz | Meister            |
| 2018/19 | 34 | 15 | 6   | –   | – | –   | 2   | 11 | 90  | 69  | 59  | 3. Platz | Halbfinale         |
| 2019/20 | 36 | 23 | 3   | –   | – | –   | 1   | 9  | 128 | 68  | 76  | 2. Platz | Meister            |
| 2022/23 | 40 | 32 | 0   | –   | – | –   | 3   | 5  | 168 | 60  | 99  | 1. Platz | Meister            |

## Erfolge
- Meister Asia League Ice Hockey (4): 2009/10, 2010/11, 2015/16, 2016/17, 2017/18, 2019/20, 2022/23
- Südkoreanischer Meister (5): 1996, 1997, 1998, 2001, 2003

## Bekannte Spieler
- John Hecimovic
- Esa Tikkanen
- Zdeněk Nedvěd
- Brad Fast
- Brock Radunske
- Jon Awe
- Richard Jackman
- Matt Dalton

## Gesperrte Nummern
- 91 Shim Eui-sik (* 1969) spielte während seiner gesamten Karriere zwischen 1994 und 2006 für Anyang Halla und ist seit 2008 deren Cheftrainer. Er wurde während seiner aktiven Zeit als Spieler mehrmals als Most Valuable Player (MVP) der koreanischen Liga ausgezeichnet.